# کلرود
کلرود، روستایی از توابع دهستان سیارستاق ییلاقی بخش رحیم‌آباد شهرستان رودسر در استان گیلان ایران است.

## جمعیت
این روستا در دهستان سیارستاق ییلاقی قرار دارد و براساس سرشماری مرکز آمار ایران در سال ۱۳۸۵، جمعیت آن ۹۴ نفر (۲۶ خانوار) بوده‌است.

## امامزاده
آستانه آقا سید یحیی در کلرود است. ساختمان این آستانه در سال ۱۳۹۹ بازسازی شد.